# Товариство св. Василія Великого
«Товариство святого Василія Великого» («Общество святого Василія Великого») — москвофільське культурно-освітнє товариство XIX століття з осідком в Ужгороді.

## Завдання
Товариство св. Василія Великого ставило за мету освіту народу, боронити права Греко-Католицької Церкви, національні традиції. Стимул для появи та діяльності — загроза мадяризації населення на Закарпатті та Словаччині. Проголошена була мета: 
| «Духовнонравственное образованіе восточних соединених католиков, сочиненіем и издаваніем книг школьних, приспособлених потребам школ двух єпархій, составленіем в язиках руськом и мадярськом полезних книг, образов и часописей»[1] |

## Історія
Поява товариства була інспірована москвофілом, мукачівським єпископом Василем Поповичем (1796—1864 рр.). Проте реальну допомогу в його діяльності надавав пряшівський єпископ Йосиф Ґаґанець (1793—1875 рр.), який мав великий досвід опору мадяризації на словацько-українському прикордонні, зокрема у Пряшівщині. Вони підготували Устав товариства в 1862 році, який за їх сприяння був затверджений 15 грудня 1864 року Угорським королівським намісничим совітом.
Перше офіційне зібрання товариства відбулося у вересні 1869 року. Перший голова товариства — священик Іван Раковський (1815—1885 рр.), почесний голова — Адольф Добрянський. У середині XIX століття Товариство об'єднувало близько 500 священиків і світської інтелігенції, мало власну видавничу базу.
Видавало язичієм тижневики «Свѣтъ» (1867—1871 рр.), «Новий Свѣтъ» (1871—1872 рр.), «Карпатъ» (1873—1886 рр.), «Учитель» (1867  р. — вийшло 27 чч.) та двотижневик «Наука» (з 1897 р.). Редакторами цих видань були професори Унгварської гімназії: Юрій Ігнатко, Кирило Сабов, Віктор Кимак.
Священик Іван Раковський у певний момент пристав до ідеології москвофільства, яке привело його на манівці мадяронства.
Після того, як головою став єпископ Степан Панкович, мадярон за переконаннями, товариство вело промадярську діяльність.
В 1870-х роках Товариство почало занепадати. 24 жовтня 1896 року «Общество святого Василія Великого» почало видавати науковий часопис для дослідження історії й етнографії краю під заголовком «Szemle» (Огляд) угорською мовою.
У 1902 році «Общество святого Василія Великого» було ліквідовано, а його майно перейшло у власність новозаснованої спілки «Уніо».